# Stéphane Rozenbaum
Stéphane Rozenbaum est un chef décorateur français né le 10 octobre 1963.

## Filmographie

### Longs-métrages
- 2006 : La Science des rêves de Michel Gondry
- 2008 : La Personne aux deux personnes de Nicolas et Bruno
- 2010 : Toutes les filles pleurent de Judith Godrèche
- 2011 : Low Cost de Maurice Barthélemy
- 2013 : L'Écume des jours de Michel Gondry
- 2015 : Microbe et Gasoil de Michel Gondry
- 2016 : Le Secret des banquises de Marie Madinier
- 2017 : Monsieur et Madame Adelman de Nicolas Bedos
- 2017 : Le Petit Spirou de Nicolas Bary
- 2018 : Mme Mills, une voisine si parfaite  de Sophie Marceau
- 2019 : Mon inconnue de Hugo Gélin
- 2019 : La Belle Époque de Nicolas Bedos
- 2021 : OSS 117 : Alerte rouge en Afrique noire de Nicolas Bedos
- 2022 : Irréductible de Jérôme Commandeur
- 2022 : Mascarade de Nicolas Bedos
- 2023 : Farang de Xavier Gens
- 2024 : Monsieur Aznavour de Grand Corps Malade et Mehdi Idir

### Court-métrage
- 2008 : Plus rien jamais de Lionel Mougin
- 2014 : Le Ballet de Xavier Giannoli

### Séries
- 2017 : Paris, etc. de Zabou Breitman
- 2023 : Alphonse de Nicolas Bedos
- 2024 : Iris de Doria Tillier (avec Nathalie Serriere)

### Clips
- 2007 : Dance Tonight (en) - Paul McCartney
- 2009 : Faut-il, faut-il pas ? - Nolwenn Leroy
- 2014 : Love Letters - Metronomy

## Distinctions

### Récompenses
- César 2014 : meilleurs décors pour L'Écume des jours
- César 2020 : meilleurs décors pour La Belle Époque

### Nominations
- César 2025 : meilleurs décors pour Monsieur Aznavour